# Lijst van rijksmonumenten in West-Terschelling
De plaats West-Terschelling telt 60 inschrijvingen in het rijksmonumentenregister. Hieronder een overzicht.
| Object | Oorspronkelijke functie? | Bouwjaar                                                       | Architect                     | Locatie                             | Coördinaten?                  | Nr.?   | Afbeelding |
| --- | ------------------------ | -------------------------------------------------------------- | ----------------------------- | ----------------------------------- | ----------------------------- | ------ | --- |
| Dodemanskisten | Dienstwoning             | 19e eeuw                                                       |                               | Buiten de Kom 4                     | 53° 21' 57" NB, 5° 12' 33" OL | 35031  | Meer afbeeldingen |
| Brandaris | Scheepshulpmiddel        | 1593-1594 1834-1835 (verbouwing) gerestaureerd in 1979 en 1991 | D. van den Bosch (verb. 1835) | Brandarisstraat 2                   | 53° 21' 37" NB, 5° 12' 51" OL | 35032  | Meer afbeeldingen |
| Pand met achterbouw, dwarsbouw en bijgebouw rond een door een muur van de straat afgesloten plaatsje met pomp             | Woonhuis                 | 1617                                                           |                               | Burg. Mentzstraat 7-9               | 53° 21' 29" NB, 5° 12' 50" OL | 35033  | Meer afbeeldingen |
| Laag pand van vijf traveeën onder tentdak                                                                                 | Woonhuis                 | 19e eeuw (kern mog. 18e eeuw)                                  |                               | Burg. Mentzstraat 15                | 53° 21' 30" NB, 5° 12' 49" OL | 35034  | Laag pand van vijf traveeën onder tentdak                                                                                 |
| Pand met gepleisterde trapgevel                                                                                           | Woonhuis                 | oorspr. 17e eeuw                                               |                               | Burg. Mentzstraat 19                | 53° 21' 30" NB, 5° 12' 49" OL | 35035  | Pand met gepleisterde trapgevel                                                                                           |
| Het Cramerhuys | Werk-woonhuis            | 17e eeuw                                                       |                               | Burg. Mentzstraat 37                | 53° 21' 32" NB, 5° 12' 47" OL | 35036  | Meer afbeeldingen |
| Laag pand met zesruitsvensters onder tentdak en schuur met werkplaats                                                     | Werk-woonhuis            |                                                                |                               | Burg. Reedekerstraat 3              | 53° 21' 37" NB, 5° 12' 59" OL | 35037  | Meer afbeeldingen |
| Pandje onder zadeldak tegen gepleisterde puntgevel                                                                        | Woonhuis                 | oorspr. 17e/18e eeuw                                           |                               | Burg. Swaanstraat 15                | 53° 21' 29" NB, 5° 12' 47" OL | 35038  | Pandje onder zadeldak tegen gepleisterde puntgevel                                                                        |
| Pandje onder zadeldak tegen gepleisterde puntgevel                                                                        | Woonhuis                 | oorspr. 17e/18e eeuw                                           |                               | Burg. Swaanstraat 17                | 53° 21' 29" NB, 5° 12' 47" OL | 35039  | Pandje onder zadeldak tegen gepleisterde puntgevel                                                                        |
| Pandje met voorgevel met beitelingen en uit het midden geplaatst zolderraam onder zadeldak tussen puntgevels              | Woonhuis                 |                                                                |                               | Burg. Swaanstraat 25                | 53° 21' 30" NB, 5° 12' 46" OL | 35040  | Pandje met voorgevel met beitelingen en uit het midden geplaatst zolderraam onder zadeldak tussen puntgevels              |
| Pandje onder zadeldak tegen gepleisterde puntgevel                                                                        | Woonhuis                 | oorspr. 17e/18e eeuw                                           |                               | Burg. Swaanstraat 37                | 53° 21' 31" NB, 5° 12' 45" OL | 35041  | Pandje onder zadeldak tegen gepleisterde puntgevel                                                                        |
| Twee pandjes onder zadeldaken tegen klokgevel en tegen afgeknotte ingezwenkte gevel                                       | Woonhuis                 | 18e of vroege 19e eeuw                                         |                               | Burg. Reedekerstraat 9              | 53° 21' 38" NB, 5° 12' 59" OL | 35042  | Meer afbeeldingen |
| De Duiventil | Woonhuis                 | 18e of vroege 19e eeuw                                         |                               | Commandeurstraat 8                  | 53° 21' 29" NB, 5° 12' 56" OL | 35043  | Duiventil De Duiventil |
| Pand met gepleisterde puntgevel en oude kozijnen met spiegelglas onder zadeldak                                           | Woonhuis                 | 1859 (voorhuis) 1884 (achterhuis)                              |                               | Commandeurstraat 10                 | 53° 21' 29" NB, 5° 12' 55" OL | 35044  | Pand met gepleisterde puntgevel en oude kozijnen met spiegelglas onder zadeldak                                           |
| Pand met bakstenen puntgevel                                                                                              | Woonhuis                 | 1671                                                           |                               | Commandeurstraat 12                 | 53° 21' 29" NB, 5° 12' 55" OL | 35045  | Meer afbeeldingen |
| Pand met omlijste deur in gepleisterde trapgevel                                                                          | Woonhuis                 | 1669                                                           |                               | Commandeurstraat 14                 | 53° 21' 29" NB, 5° 12' 55" OL | 35046  | Pand met omlijste deur in gepleisterde trapgevel                                                                          |
| Stoepstenen voor Commandeurstraat 23                                                                                      | Grensafbakening          |                                                                |                               | Commandeurstraat 23                 | 53° 21' 27" NB, 5° 12' 52" OL | 35047  | Stoepstenen voor Commandeurstraat 23                                                                                      |
| Pand onder zadeldak tussen puntgevels van gele steen                                                                      | Woonhuis                 | 18e/19e eeuw                                                   |                               | Commandeurstraat 25                 | 53° 21' 27" NB, 5° 12' 52" OL | 35048  | Meer afbeeldingen |
| 't Behouden Huys | Woonhuis                 | 1668                                                           |                               | Commandeurstraat 30                 | 53° 21' 28" NB, 5° 12' 52" OL | 35049  | Meer afbeeldingen |
| 't Behouden Huys | Werk-woonhuis            | 1668                                                           |                               | Commandeurstraat 32                 | 53° 21' 27" NB, 5° 12' 52" OL | 35050  | Meer afbeeldingen |
| Eenvoudige woning onder hoog zadeldak                                                                                     | Woonhuis                 | 19e eeuw                                                       |                               | Commandeurstraat 40                 | 53° 21' 26" NB, 5° 12' 50" OL | 35051  | Eenvoudige woning onder hoog zadeldak                                                                                     |
| Eenvoudige woning onder hoog zadeldak                                                                                     | Woonhuis                 | 19e eeuw                                                       |                               | Commandeurstraat 42                 | 53° 21' 26" NB, 5° 12' 51" OL | 35052  | Eenvoudige woning onder hoog zadeldak                                                                                     |
| Eenvoudige woning onder hoog zadeldak                                                                                     | Woonhuis                 | 19e eeuw                                                       |                               | Commandeurstraat 44                 | 53° 21' 26" NB, 5° 12' 51" OL | 35053  | Eenvoudige woning onder hoog zadeldak                                                                                     |
| Dorpshuis onder zadeldak tussen ingezwenkte afgeknotte halsgevel en puntgevel achter                                      | Woonhuis                 | 19e eeuw                                                       |                               | Commandeurstraat 46                 | 53° 21' 26" NB, 5° 12' 50" OL | 35054  | Dorpshuis onder zadeldak tussen ingezwenkte afgeknotte halsgevel en puntgevel achter                                      |
| Eenvoudig pandje met topgevel van gele steen met beitelingen                                                              | Woonhuis                 |                                                                |                               | Commandeurstraat 56                 | 53° 21' 25" NB, 5° 12' 50" OL | 35055  | Eenvoudig pandje met topgevel van gele steen met beitelingen                                                              |
| Eenvoudig hoekpandje onder zadeldak tegen puntgevel van gele steen                                                        | Woonhuis                 |                                                                |                               | Molenstraat 2                       | 53° 21' 36" NB, 5° 12' 60" OL | 35056  | Meer afbeeldingen |
| Eenvoudig pandje onder zadeldak tegen puntgevel                                                                           | Woonhuis                 |                                                                |                               | Molenstraat 4                       | 53° 21' 36" NB, 5° 12' 60" OL | 35057  | Meer afbeeldingen |
| Pandje onder zadeldak tegen puntgevel met beitelingen en halfronde afsluiting in top                                      | Woonhuis                 | 18e of vroege 19e eeuw                                         |                               | Molenstraat 8                       | 53° 21' 36" NB, 5° 12' 59" OL | 35058  | Meer afbeeldingen |
| Pandje met zesruitsvensters onder zadeldak tussen gepleisterde puntgevels                                                 | Woonhuis                 | 1788 (kern ouder)                                              |                               | Molenstraat 14                      | 53° 21' 36" NB, 5° 12' 58" OL | 35059  | Meer afbeeldingen |
| Pand onder zadeldak tussen eenvoudige puntgevels                                                                          | Woonhuis                 |                                                                |                               | Molenstraat 16                      | 53° 21' 36" NB, 5° 12' 57" OL | 35060  | Meer afbeeldingen |
| Doopsgezinde pastorie | Kerkelijke dienstwoning  |                                                                |                               | Molenstraat 20 (RCE: Boomstraat 24) | 53° 21' 37" NB, 5° 12' 56" OL | 35061  | Meer afbeeldingen |
| Pandje met omlijste deur onder zadeldak tegen gepleisterde trapgevel                                                      | Woonhuis                 |                                                                |                               | Molenstraat 24                      | 53° 21' 35" NB, 5° 12' 56" OL | 35062  | Meer afbeeldingen |
| Pand onder zadeldak tussen puntgevels                                                                                     | Woonhuis                 | 17e eeuw (achtergevel) begin 19e eeuw (voorgevel)              |                               | Molenstraat 26                      | 53° 21' 35" NB, 5° 12' 56" OL | 35063  | Meer afbeeldingen |
| Woonhuis onder zadeldak tussen topgevels van gele steen                                                                   | Woonhuis                 |                                                                |                               | De Ruyterstraat 7                   | 53° 21' 30" NB, 5° 12' 52" OL | 35064  | Meer afbeeldingen |
| Woonhuis met trapgevel | Woonhuis                 |                                                                |                               | De Ruyterstraat 9                   | 53° 21' 30" NB, 5° 12' 51" OL | 35065  | Woonhuis met trapgevel |
| Vrij diep pand onder zadeldak tussen topgevels waarvan de versierde voorgevel trapvormig is                               | Woonhuis                 | 1670                                                           |                               | Torenstraat 7                       | 53° 21' 30" NB, 5° 12' 55" OL | 35066  | Vrij diep pand onder zadeldak tussen topgevels waarvan de versierde voorgevel trapvormig is                               |
| Pandje onder zadeldak tussen topgevels waarvan de straatgevel trapvormig is                                               | Woonhuis                 |                                                                |                               | Torenstraat 25                      | 53° 21' 33" NB, 5° 12' 53" OL | 35068  | Meer afbeeldingen |
| De Lage | Woonhuis                 | 18e of vroege 19e eeuw                                         |                               | Torenstraat 33                      | 53° 21' 33" NB, 5° 12' 52" OL | 35069  | Meer afbeeldingen |
| Hervormde pastorie | Kerkelijke dienstwoning  | rond 1880                                                      |                               | Torenstraat 38                      | 53° 21' 34" NB, 5° 12' 53" OL | 35070  | Hervormde pastorie |
| Pand onder zadeldak tussen topgevels met gepleisterde ingezwenkte halsvormige voorgevel                                   | Woonhuis                 | 18e of vroege 19e eeuw                                         |                               | Torenstraat 40                      | 53° 21' 34" NB, 5° 12' 53" OL | 35071  | Meer afbeeldingen |
| Pand met trapgevel waarvan de treden zijn gedicht ten behoeve van nieuw gebroken kap                                      | Woonhuis                 |                                                                |                               | Torenstraat 41                      | 53° 21' 34" NB, 5° 12' 51" OL | 35072  | Meer afbeeldingen |
| Pand met moderne winkelpui in versierde trapgevel van gele en rode steen en achtertopgevel                                | Woonhuis                 | 1669                                                           |                               | Torenstraat 52                      | 53° 21' 36" NB, 5° 12' 52" OL | 35073  | Meer afbeeldingen |
| Westerkerk (Hervormde kerk)                                                                                               | Kerk en kerkonderdeel    | 1663                                                           |                               | Westerbuurtstraat 4                 | 53° 21' 30" NB, 5° 12' 54" OL | 35074  | Meer afbeeldingen |
| Pand onder zadeldak tegen trapgevel boven geblokt fries en langs de treden rode klesoren                                  | Woonhuis                 |                                                                |                               | Westerbuurtstraat 25                | 53° 21' 28" NB, 5° 12' 50" OL | 35075  | Pand onder zadeldak tegen trapgevel boven geblokt fries en langs de treden rode klesoren                                  |
| Woning met gepleisterde puntgevel onder zadeldak waarvan het linker schild dieper doorloopt dan het rechter               | Woonhuis                 |                                                                |                               | Westerbuurtstraat 33                | 53° 21' 27" NB, 5° 12' 49" OL | 35076  | Woning met gepleisterde puntgevel onder zadeldak waarvan het linker schild dieper doorloopt dan het rechter               |
| Woning met gepleisterde puntgevel onder zadeldak waarvan het linker schild dieper doorloopt dan het rechter               | Woonhuis                 |                                                                |                               | Westerbuurtstraat 35                | 53° 21' 26" NB, 5° 12' 49" OL | 35077  | Woning met gepleisterde puntgevel onder zadeldak waarvan het linker schild dieper doorloopt dan het rechter               |
| Stoepstenen voor Willem Barentszkade 25                                                                                   | Grensafbakening          | 1611                                                           |                               | bij Willem Barentszkade 25          | 53° 21' 37" NB, 5° 13' 1" OL  | 35078  | Stoepstenen voor Willem Barentszkade 25                                                                                   |
| Pandje onder zadeldak tussen gepleisterde trapgevel voor en tuitgevel achter                                              | Woonhuis                 |                                                                |                               | Willem Barentszstraat 13            | 53° 21' 34" NB, 5° 12' 56" OL | 35079  | Pandje onder zadeldak tussen gepleisterde trapgevel voor en tuitgevel achter                                              |
| Pandje onder laag zadeldak tussen gepleisterde puntgevels                                                                 | Woonhuis                 |                                                                |                               | Willem Barentszstraat 15            | 53° 21' 34" NB, 5° 12' 56" OL | 35080  | Pandje onder laag zadeldak tussen gepleisterde puntgevels                                                                 |
| Laag breed pand onder tentdak                                                                                             | Woonhuis                 | mog. 18e eeuw (kern))                                          |                               | Willem Barentszstraat 19            | 53° 21' 35" NB, 5° 12' 55" OL | 35081  | Meer afbeeldingen |
| Pandje onder zadeldak tussen topgevels waarvan voorgevel met beitelingen en uit het midden geplaatst zoldervenster        | Woonhuis                 |                                                                |                               | Willem Barentszstraat 25            | 53° 21' 36" NB, 5° 12' 55" OL | 35082  | Meer afbeeldingen |
| Hoekpand aan de haven met ingezwenkte afgeknotte gevel aan de Commandeurstraatzijde en aan de havenzijde erker en zijtuin | Woonhuis                 | 1859                                                           |                               | Commandeurstraat 1                  | 53° 21' 28" NB, 5° 12' 56" OL | 41948  | Hoekpand aan de haven met ingezwenkte afgeknotte gevel aan de Commandeurstraatzijde en aan de havenzijde erker en zijtuin |
| Vier dubbele woningen in Overgangsstijl                                                                                   | Woonhuis                 | 1909                                                           |                               | Burg. Eschauzierstraat 12           | 53° 21' 38" NB, 5° 12' 48" OL | 508924 | Vier dubbele woningen in Overgangsstijl                                                                                   |
| Vijf dubbele woningen in Overgangsstijl                                                                                   | Woonhuis                 | 1909 en 1920                                                   |                               | Burg. Eschauzierstraat 20           | 53° 21' 39" NB, 5° 12' 49" OL | 508925 | Vijf dubbele woningen in Overgangsstijl                                                                                   |
| Twee rijen met elk vier woningen in Overgangsstijl                                                                        | Woonhuis                 | 1920                                                           |                               | Burg. Eschauzierstraat 2            | 53° 21' 37" NB, 5° 12' 47" OL | 508926 | Twee rijen met elk vier woningen in Overgangsstijl                                                                        |
| Dubbele hoekwoning in Overgangsstijl                                                                                      | Woonhuis                 | 1909                                                           |                               | Burg. Eschauzierstraat 16           | 53° 21' 39" NB, 5° 12' 48" OL | 508927 | Dubbele hoekwoning in Overgangsstijl                                                                                      |
| Dubbele arbeiderswoning                                                                                                   | Woonhuis                 | kort voor 1909                                                 |                               | Burg. Eschauzierstraat 47           | 53° 21' 39" NB, 5° 12' 50" OL | 508928 | Dubbele arbeiderswoning                                                                                                   |
| Reddingsboothuis in Chaletstijl                                                                                           | Transport                | 1904                                                           |                               | Willem Barentszkade                 | 53° 21' 43" NB, 5° 13' 5" OL  | 508930 | Meer afbeeldingen |
| Het Wakend Oog | Transport                | 1882 1991 (restauratie)                                        | M. Daalder                    | Torenstraat 2                       | 53° 21' 30" NB, 5° 12' 57" OL | 508931 | Meer afbeeldingen |
| Voormalige burgemeesterswoning in de stijl van de Amsterdamse school                                                      | Woonhuis                 | 1919                                                           | onbekend                      | Burg. van Heusdenweg 17             | 53° 21' 56" NB, 5° 13' 7" OL  | 508932 | Voormalige burgemeesterswoning in de stijl van de Amsterdamse school                                                      |